# Mycosphaerella brunneola
Mycosphaerella brunneola är en svampart som först beskrevs av Elias Fries, och fick sitt nu gällande namn av Allesch. & Schnabl 1897. Mycosphaerella brunneola ingår i släktet Mycosphaerella och familjen Mycosphaerellaceae.   Inga underarter finns listade i Catalogue of Life.